# مقهى بغداد (فلم)
 مقهى بغداد بالإنجليزية: Bagdad Café (يعرف أيضاً باسم خارج روزنهايم بالإنجليزية: Out of Rosenheim) هو فيلم ألماني تم إنتاجه في سنة 1987 من إخراج بيرسي ادلون. يستمر الفيلم لمدة 95 دقيقة في النسخة الإنجليزية ولمدة 108 دقائق في النسخة الألمانية. الفيلم هو كوميدي-دراما سريالية وتم تصويره في الولايات المتحدة الاميركية.

## الخلاصة
فيلم كوميدي تدور أحداثه في مقهى يتواجد بمنطقة نائية ومنعزلة في صحراء موييف. يبدأ الفيلم بشجار بين السائحة الألمانية ياسمين (من منطقة روزنهايم) مع زوجها عند قيادتهم السيارة في وسط الصحراء. تقوم ياسمين بالنزول بغضب من السيارة وتصل لمقهى الذي تقوم بإدارته امرأة شرسة وعصبية المزاج اسمها بريندا التي تخلى زوجها عنها بعد شجار دار بينهما أيضاً.
مع زيارة المقهى من قبل شخصيات عديدة، مختلفة ومتنوعة؛ تقوم ياسمين عن طريق تعاطفها مع كل شخص تلتقي به، وشغفها لممارسة ألعاب الخفة والسحر وحبها الغريب للتنظيف، بتغيير وتحويل المقهى وجميع الأشخاص الذين يقومون بزيارته.

## طاقم التمثيل
- ماريان ساجيبريخت — ياسمين
- كارول كريستين هيلاريا باوندر — بريندا
- جاك بالانس — رودي كوكس
- كريستين كاوفمان — ديبي
- جورج أغيلار — كاوينا

## جوائز وترشيحات
- 1988: فاز الفيلم بجائزة بوفاريا لأفضل نص سينمائي (ايلانور وبيرسي ادلون)
- 1989: ترشح الفيلم لجائزة جائزة الأوسكار لأفضل موسيقى وأفضل أغنية أصلية

اللائحة الكاملة للجوائز

## مسلسل مقهى بغداد
في سنة 1990 تم إنتاج مسلسل تلفزيوني مقتبس من الفيلم، المسلسل من بطولة جايمس غامون، ووبي غولدبرغ، كليفون ليتل، وجين ستابيلتون، تقوم ستابيلتون بتمثيل دور ياسمين وتقوم غولدبرغ بتمثيل دور بريندا. في نسخة المسلسل، لم تكن ياسمين ألمانية. لم يستطع المسلسل من جذب جمهور كبير وبالتالي تم الغائه بعد موسمه الأول.

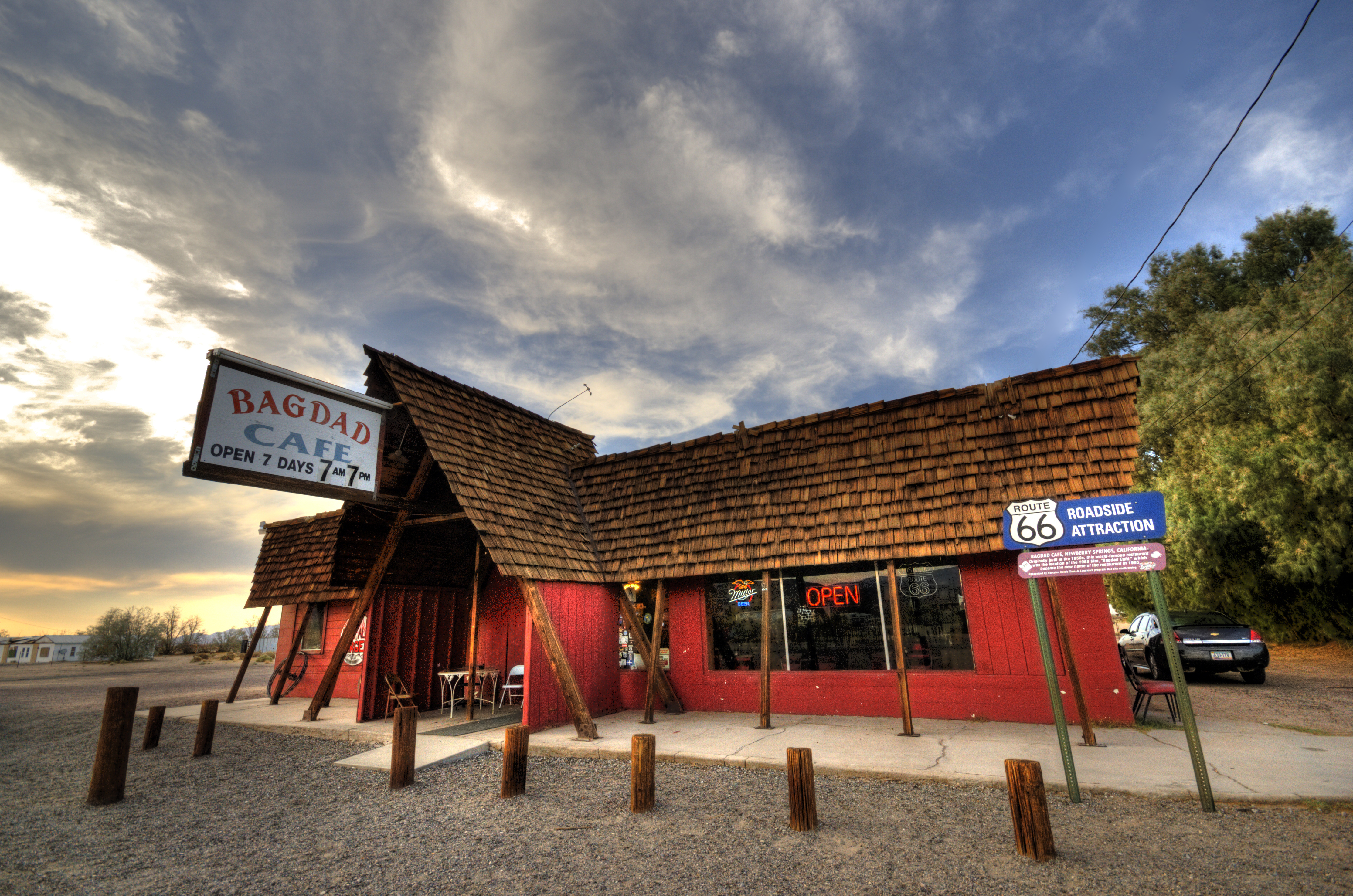
مقهى بغداد, نيوبيري سبرينغز

## الموقع والتصوير
المكان الأصلي هو بغداد, كاليفورنيا، (وليس بغداد, أريزونا). لقد كان في سنوات الستينات مقهى حقيقي باسم (مقهى بغداد).
تم تصوير الفيلم في مقهى كان يعرف باسم مقهى سايدويندير نيوبيري سبرينغز، كاليفورنيا، وهو في الواقع يبعد 50 ميل أو ما يقارب 80 كيلومتراً عن موقع بغداد الأصلي. بعد انتهاء التصوير أصبح المقهى مقصد سياحي، وتم تغيير اسمه لمقهى بغداد.